# فلاديمير فرانز

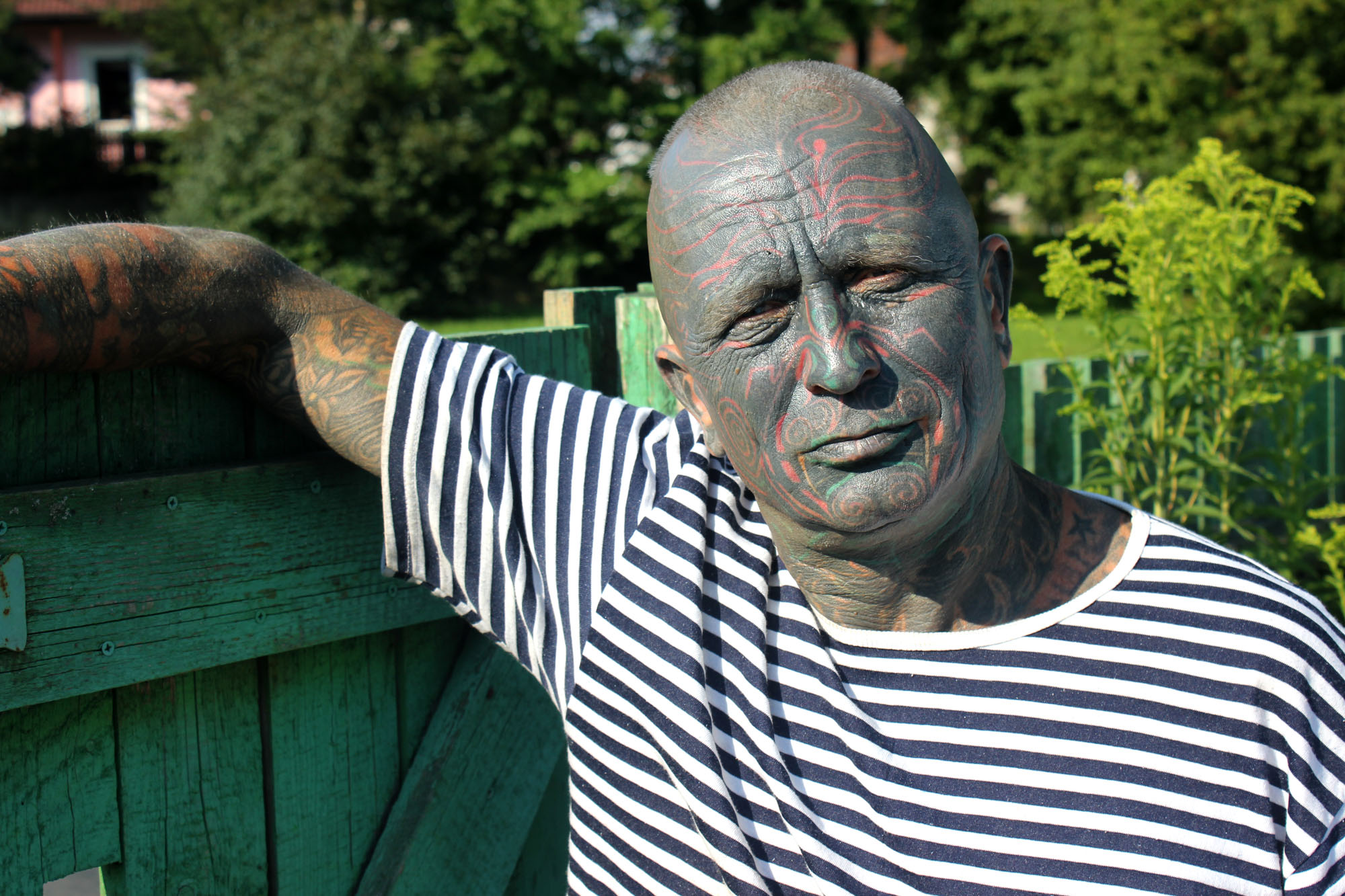
فلاديمير فرانز

فلاديمير فرانز (بالتشيكية: Vladimír Franz) (مولود 25 مايو 1959) هو ملحن وفنان تشيكي، درس قانون ولكن الآن يعلم في الجامعة مسرح ويؤلف موسيقي. ترشح في الانتخابات الرئاسية التشيكية 2013 ولكنه خسرها واحتل فيها المركز الخامس.

## حياته
ولد فرانز في براغ. درس في صالة للألعاب الرياضية، واستمر بعد ذلك في كلية القانون في جامعة تشارلز (1978-1982). خلال دراسته، تلقى محاضرات خاصة في الرسم وتاريخ الفن وتاريخ الموسيقى.
بعد دراسته، لم يتفرغ لممارسة القانون، ولكن بدلا من ذلك أمضى في 1980s في وظائف مختلفة، مثل مربيا في مدرسة ثانوية. في عام 1981، وقال انه شارك في تأسيس المسرح Kytka، وانتقل اهتمامه تدريجيا إلى الموسيقى.
منذ عام 1991، عمل مدرسًا في كلية المسرح في أكاديمية الفنون المسرحية في براغ. في عام 2004، تم تعيينه أستاذ للفنون المسرحية.
في عام 2013 قال انه يتطلع إلى أن ينتخب رئيس الجمهورية التشيكية. في الجولة الأولى من الانتخابات، كان ترتيبه 5 مع 6.84٪ (351916 صوت). ولم يتأهل للدور الثاني.

## روابط خارجية
- فلاديمير فرانز على موقع IMDb (الإنجليزية)
- فلاديمير فرانز على موقع ميوزك برينز (الإنجليزية)
- فلاديمير فرانز على موقع ديسكوغز (الإنجليزية)
- فلاديمير فرانز على موقع قاعدة بيانات الفيلم (الإنجليزية)